# Liste der Monuments historiques in Brain (Côte-d’Or)
Die Liste der Monuments historiques in Brain führt die Monuments historiques in der französischen Gemeinde Brain auf.

## Liste der Immobilien
| Bezeichnung       | Beschreibung            | Standort          | Kennzeichnung | Schutzstatus | Datum | Bild           |
| ----------------- | ----------------------- | ----------------- | ------------- | ------------ | ----- | -------------- |
| Kapelle St-Claude | aus dem 15. Jahrhundert | Petite Rue (Lage) | PA00112157    | Classé       | 1939  | weitere Bilder |

## Liste der Objekte
| Bezeichnung                                | Beschreibung                               | Standort                              | Kennzeichnung | Schutzstatus | Datum | Bild |
| ------------------------------------------ | ------------------------------------------ | ------------------------------------- | ------------- | ------------ | ----- | ---- |
| Skulptur Madonna mit Kind (1)              | Kalkstein, farbig gefasst, 16. Jahrhundert | außen an der Kapelle St-Claude (Lage) | PM21000390    | Classé       | 1929  |      |
| Skulptur Madonna mit Kind (2)              | Kalkstein, farbig gefasst, 16. Jahrhundert | in der Kapelle St-Claude (Lage)       | PM21000391    | Classé       | 1929  |      |
| Skulptur Heilige Katharina von Alexandrien | Kalkstein, farbig gefasst, 16. Jahrhundert | in der Kapelle St-Claude (Lage)       | PM21000392    | Classé       | 1929  |      |
| Skulptur Heiliger Claudius                 | Kalkstein, farbig gefasst, 16. Jahrhundert | in der Kapelle St-Claude (Lage)       | PM21000393    | Classé       | 1929  |      |
| Skulptur Gnadenstuhl                       | Kalkstein, farbig gefasst, 16. Jahrhundert | in der Kapelle St-Claude (Lage)       | PM21003292    | Classé       | 1929  |      |